# Murdock MacQuarrie
Murdock MacQuarrie, nato Murdock J. MacQuarrie (San Francisco, 25 agosto 1878 – Los Angeles, 22 agosto 1942), è stato un attore, regista e sceneggiatore statunitense che iniziò la sua carriera cinematografica all'epoca del cinema muto.
Veterano della Guerra ispano-americana, era un attore teatrale che passò al cinema dove diventò un conosciuto caratterista. Anche i suoi fratelli Albert, Frank e George erano attori.

## Filmografia

### Attore

#### 1912
- Where Paths Meet, regia di J. Farrell MacDonald – cortometraggio (1912)
- The Hand of Mystery  – cortometraggio

#### 1913
- The Violin – cortometraggio (1913)
- The Alchemist – cortometraggio (1913)
- The Ways of Fate, regia di Wallace Reid – cortometraggio (1913)
- The Sandman, regia di David Miles – cortometraggio (1913)
- Pearls of the Madonna – cortometraggio (1913)
- The Scarlet Letter, regia di William Bertram e Murdock MacQuarrie – cortometraggio (1913)
- The Carbon Copy, regia di David Miles – cortometraggio (1913)
- Dr. Jekyll and Mr. Hyde, regia di Frank E. Woods – cortometraggio (1913)
- Mission Bells, regia di David Miles – cortometraggio (1913)
- The Little Skipper – cortometraggio (1913)
- Mother – cortometraggio (1913)
- The Diamond Makers , regia di Robert Z. Leonard – cortometraggio (1913)
- The Wall of Money, regia di Allan Dwan – cortometraggio (1913)
- The Trap, regia di Edwin August – cortometraggio (1913)
- The Echo of a Song, regia di Allan Dwan – cortometraggio (1913)
- Criminals, regia di Allan Dwan – cortometraggio (1913)
- The Thumb Print, regia di Phillips Smalley e Lois Weber  – cortometraggio (1913)
- When Death United – cortometraggio (1913)
- The Count of Monte Cristo, regia di Joseph A. Golden e Edwin S. Porter – cortometraggio (1913)
- The Boob's Dream Girl, regia di Otis Turner – cortometraggio (1913)
- A Matter of Honor – cortometraggio (1913)
- Red Margaret, Moonshiner, regia di Allan Dwan – cortometraggio (1913)
- Bloodhounds of the North, regia di Allan Dwan – cortometraggio (1913)
- The Major's Story, regia di David Miles – cortometraggio (1913)

#### 1914
- The Lie, regia di Allan Dwan – cortometraggio (1914)
- The Honor of the Mounted, regia di Allan Dwan – cortometraggio (1914)
- Remember Mary Magdalen, regia di Allan Dwan – cortometraggio (1914)
- Discord and Harmony, regia di Allan Dwan – cortometraggio (1914)
- The Menace to Carlotta, regia di Allan Dwan – cortometraggio (1914)
- The Embezzler, regia di Allan Dwan – cortometraggio (1914)
- The Lamb, the Woman, the Wolf, regia di Allan Dwan – cortometraggio (1914)
- The End of the Feud, regia di Allan Dwan – cortometraggio (1914)
- The Tragedy of Whispering Creek, regia di Allan Dwan – cortometraggio (1914)
- The Unlawful Trade, regia di Allan Dwan – cortometraggio (1914)
- Heart Strings, regia di Charles Giblyn – cortometraggio (1914)
- The Forbidden Room, regia di Allan Dwan – cortometraggio (1914)
- The Old Cobbler, regia di Murdock MacQuarrie – cortometraggio (1914)
- The Hopes of Blind Alley, regia di Allan Dwan – cortometraggio (1914)
- A Ranch Romance – cortometraggio (1914)
- Her Grave Mistake – cortometraggio (1914)
- By the Sun's Rays, regia di Charles Giblyn – cortometraggio (1914)
- The Oubliette, regia di Charles Giblyn – cortometraggio (1914)
- A Miner's Romance – cortometraggio (1914)
- The Higher Law, regia di Charles Giblyn – cortometraggio (1914)
- Be Neutral, regia di Francis Ford – cortometraggio (1914)
- Richelieu , regia di Allan Dwan (1914)
- The Old Bell-Ringer, regia di Murdock MacQuarrie – cortometraggio (1914)
- Monsieur Bluebeard, regia di Charles Giblyn – cortometraggio (1914)
- The Nihilists, regia di Murdock MacQuarrie – cortometraggio (1914)
- The Wall of Flame, regia di Murdock MacQuarriev (1914)
- The Star Gazer, regia di Murdock MacQuarrie – cortometraggio (1914)
- The Two Thieves, regia di Murdock MacQuarrie – cortometraggio (1914)
- Ninety Black Boxes, regia di Charles Giblyn – cortometraggio (1914)
- As We Journey Through Life, regia di Murdock MacQuarrie – cortometraggio (1914)
- The Foundlings of Father Time, regia di Charles Giblyn – cortometraggio (1914)
- The Widow's Last – cortometraggio (1914)
- The Christmas Spirit, regia di Murdock MacQuarrie – cortometraggio (1914)
- For I Have Toiled, regia di Murdock MacQuarrie – cortometraggio (1914)
- When It's One of Your Own, regia di Murdock MacQuarrie – cortometraggio (1914)

#### 1916
- X-3, regia di Jay Hunt – cortometraggio (1916)
- The Fatal Introduction, regia di Murdock MacQuarrie – cortometraggio  (1916)
- On Dangerous Ground, regia di Murdock MacQuarrie – cortometraggio  (1916)
- The Stain in the Blood, regia di Murdock MacQuarrie (1916)
- Nancy's Birthright, regia di Murdock MacQuarrie (1916)
- The Narrow Creed, regia di Jay Hunt – cortometraggio (1916)
- Life's Maelstrom, regia di Jay Hunt – cortometraggio (1916)
- Accusing Evidence, regia di Allan Dwan – cortometraggio (1916)

#### 1917
- Panthea, regia di Allan Dwan (1917)
- John Bates' Secret – cortometraggio (1917)
- John Osborne's Triumph, regia di Murdock MacQuarrie – cortometraggio (1917)
- Fear Not, regia di Allen Holubar (1917)
- Loyalty, regia di Jack Pratt (1917)
- The Kingdom of Love, regia di Frank Lloyd (1917)

#### 1918
- Humility, regia di Jack Pratt (1918)
- Her Moment, regia di Frank Beal (1918)
- Riders of the Purple Sage, regia di Frank Lloyd (1918)

#### 1919
- Gambling in Souls, regia di Harry F. Millarde (1919)
- When a Woman Strikes, regia di Roy Clements (1919)
- Jacques of the Silver North, regia di Norval MacGregor (1919)
- The Little Diplomat , regia di Stuart Paton (1919)

#### 1920
- The Silver Horde, regia di Frank Lloyd (1920)

#### 1921
- A colpo sicuro (Sure Fire), regia di John Ford
- Cheated Hearts, regia di Hobart Henley (1921)

#### 1922
- The Hidden Woman, regia di Allan Dwan (1922)
- S’io fossi regina (If I Were Queen), regia di Wesley Ruggles (1922)

#### 1923
- Canyon of the Fools, regia di Val Paul (1923)
- Ashes of Vengeance, regia di Frank Lloyd (1923)

#### 1924
- The Only Woman

#### 1925
- Gentleman Roughneck, regia di Grover Jones (1925)

#### 1926
- Hair Trigger Baxter, regia di Jack Nelson (1926)
- The High Hand, regia di Leo Maloney (1926)
- Going the Limit, regia di Chester Withey (1926)
- The Jazz Girl, regia di Howard M. Mitchell (1926)

#### 1927
- The Long Loop on the Pecos
- The Man from Hard Pan
- Black Jack

#### 1928
- The Apache Raider

#### 1929
- The Apache Raider
- 45 Calibre War
- Il principe consorte

#### 1930
- La fanciulla di Saint Cloud
- Pardon My Gun
- La moglie n. 66

#### 1931
- Command Performance, regia di Walter Lang (1931)
- The Drums of Jeopardy, regia di George B. Seitz (1931)
- Hell Bound
- L'antro della morte (The Two Gun Man), regia di Philip Rosen  (1931)
- Sundown Trail
- Arizona Terror
- Near the Trail's End
- Grief Street
- Lariats and Six-Shooters
- The Devil Plays
- The Wide Open Spaces
- Il dottor Jekyll (Dr. Jekyll and Mr. Hyde), regia di Rouben Mamoulian (1931)

#### 1932
- One Man Law
- The Shadow of the Eagle, regia di Ford Beebe, B. Reeves Eason (1932)
- 45 Calibre Echo
- Cross-Examination
- The Saddle Buster
- Rule 'Em and Weep
- The Engineer's Daughter; or, Iron Minnie's Revenge
- Daring Danger, regia di D. Ross Lederman (1932)
- Ride Him, Cowboy, regia di Fred Allen (1932)
- Fighting for Justice, regia di Otto Brower (1932)
- Two Lips and Juleps; or, Southern Love and Northern Exposure
- Ragazza selvaggia (Wild Girl), regia di Raoul Walsh (1932)
- Gambling Sex
- The Penal Code

#### 1933
- Phantom Thunderbolt
- Son of the Border
- Cross Fire, regia di Otto Brower (1933)
- Easy Millions
- Stolen by Gypsies or Beer and Bicycles
- One Year Later, regia di E. Mason Hopper (1933)
- Il museo degli scandali (Roman Scandals), regia di Frank Tuttle (1933)

#### 1934
- Potluck Pards, regia di Bernard B. Ray (come B.B. Ray) (1934)
- La casa dei Rothschild (The House of Rothschild), regia di Alfred L. Werker (1934)
- Romance Revier, regia di Harry S. Webb (1934)
- Smoking Guns
- Going Bye-Bye!, regia di Charles Rogers (Charley Rogers) (1934)
- Fighting Hero, regia di Harry S. Webb (1934)
- The Tonto Kid, regia di Harry L. Fraser (1934)
- The Man from Hell, regia di Lewis D. Collins (come Lew Collins) (1934)
- Il mistero della rocca rossa (The Dude Ranger), regia di Edward F. Cline (1934)
- The Return of Chandu
- Terror of the Plains, regia di Harry S. Webb (1934)
- When Lightning Strikes, regia di Burton L. King e Harry Revier (1934)
- Il grande Barnum (The Mighty Barnum), regia di Walter Lang (1934)

#### 1935
- Il conquistatore dell'India (Clive of India), regia di Richard Boleslawski (1935)
- Outlaw Rule
- North of Arizona
- Il sergente di ferro (Les Miserables), regia di Richard Boleslawski (1935)
- Stone of Silver Creek
- Silent Valley
- The Laramie Kid
- Outlawed Guns
- Allegri eroi (Bonnie Scotland o Heroes of the Regiment), regia di James W. Horne (1935)
- L'uomo dai diamanti
- L'angelo delle tenebre (The Dark Angel), regia di Sidney A. Franklin (1935)
- La terra promessa (The New Frontier), regia di Carl Pierson (1935)
- Nevada, regia di Charles Barton (1935)
- The Shadow of Silk Lennox, regia di Ray Kirkwood e Jack Nelson (1935)

#### 1936
- Sunset of Power, regia di Ray Taylor (1936)
- I'll Name the Murderer, regia di Bernard B. Ray (come Raymond K. Johnson) (1936)
- Tempi moderni
- Il prigioniero dell'isola degli squali (The Prisoner of Shark Island), regia di John Ford (1936)
- The Drag-Net, regia di Vin Moore (1936)
- The Singing Cowboy, regia di Mack V. Wright (come Mack Wright) (1936)
- Pinto Rustlers, regia di Harry S. Webb (come Henri Samuels) (1936)
- Furia (Fury), regia di Fritz Lang (1936)
- Shakedown, regia di David Selman (1936)
- Prison Shadows
- Santa Fe Bound
- Pugno di ferro (Great Guy), regia di John G. Blystone (1936)
- Roarin' Lead
- Stormy Trails, regia di Sam Newfield (1936)

#### 1937
- Venus Makes Trouble
- Scegliete una stella (Pick a Star), regia di Edward Sedgwick (1937)
- The Fighting Texan
- Flying Fists, regia di Robert F. Hill (1937)
- Slaves in Bondage
- On Such a Night
- La maschera di Zorro (Zorro Rides Again), regia di John English e William Witney (1937)

#### 1938
- Il segreto del giurato (The Jury's Secret), regia di Edward Sloman (1938)
- The Lone Ranger, regia di John English, William Witney (1938)
- Anime selvagge (Topa Topa), regia di Charles Hutchison e Vin Moore (1938)
- Western Trails, regia di George Waggner  (1938)
- Marco il ribelle (Blockade), regia di William Dieterle (1938)
- Guilty Trails, regia di George Waggner (1938)
- Prairie Justice, regia di George Waggner (1938)
- Ghost Town Riders, regia di George Waggner (1938)
- Tom Sawyer, Detective, regia di Louis King (1938)

#### 1939
- Sfida a Baltimora

- Uomini e lupi (Wolf Call), regia di George Waggner (1939)

- Death Rides the Range

#### 1941
- La colpa di Rita Adams (Paper Bullets), regia di Phil Rosen (1941)

#### 1942
- Freckles Comes Home, regia di Jean Yarbrough (1942)

- Le mille e una notte (Arabian Nights), regia di John Rawlins (1942)

### Sceneggiatore
- The Hopes of Blind Alley, regia di Allan Dwan (1914)
- An Example
- Ethel's Burglar
- The $50,000 Jewel Theft
- Nancy's Birthright
- Life's Maelstrom